# Eustratios Argenti
Eustratios Argenti (griechisch: 'Ευστράτιος Αργέντης; * um 1687 in Chios (Stadt); † um 1757 in Chios) war ein griechischer Theologe, Arzt und Gelehrter, Mitglied der Familie Argenti.

## Biographie
Eustratios Argenti wurde in Chios zwischen 1685 und 1690 ‒ vielleicht 1687 in dem Viertel Enkremos von Chios-Stadt – geboren. Seine Eltern, Hadzi-Loukis und Viola Argenti, hatten sechs Kinder, von denen Eustratios das dritte war. In Eustratios’ Jugendzeit fallen die Jahre der venezianischen Besetzung von Chios 1694‒1695, die zu heftigen Konflikten zwischen Katholiken und Orthodoxen führte.
Seine erste Ausbildung erhielt Argenti sicherlich an der lokalen Schule von Chios, wo der Theologieunterricht einen großen Stellenwert besaß. Anschließend wurde er in die Patriarchalische Schule in Konstantinopel geschickt, wo er die griechische Literatur der Antike, zusammen mit Theologie, Philosophie, Mathematik und Physik studiert haben wird.
Von Konstantinopel aus wanderte Argenti nach Westeuropa, wo er vielleicht bis zu zehn Jahre verbrachte. Er hielt sich vornehmlich in Italien und Deutschland auf. Er besuchte Livorno, studierte wahrscheinlich in Padua. 1719 machte er eine Reise von Venedig durch Österreich über Innsbruck möglicherweise nach Halle. Es wird behauptet, dass er dort studiert habe.
Auf seinen Reisen erlernte er Latein, Italienisch und ziemlich sicher Deutsch, auch hatte er gewisse Kenntnisse des Arabischen und Hebräischen. Neben Theologie studierte er Medizin, letzteres wohl vornehmlich an der Universität Padua. Möglicherweise praktizierte er als Arzt in Halle.
Um 1720, etwa 30 bis 35 Jahre alt, kehrte Argenti nach Chios zurück und praktizierte hier für die nächsten 25 Jahre (bis 1745). Er soll dort die Heilkunst mit Erfolg ausgeübt haben, und Chios war in der Türkenzeit für seine Ärzte bekannt. Er soll auch in der damals in höchster Blüte stehenden Schule von Chios unterrichtet haben. Möglicherweise predigte er auch in den lokalen Kirchen seiner Insel.
Von Eustratios’ Tätigkeit als Arzt ist wenig bekannt, doch gibt es ein Manuskript, das ihm möglicherweise gehörte. Die Familientradition der Argenti will, dass es von Eustratios verfasst wurde. Ein Verfasser wird nicht genannt. Das Buch besteht aus zwei Teilen: dem „Handbuch für Ärzte“ (Iatrosophion) und dem „Arzneibuch“ (Antidotarion). Das Buch befand sich in der Bibliothek des verstorbenen Philip Pandely Argenti, der es seinem Enkelsohn vermachte. 2016 wurde das Buch aber versteigert (siehe unter Weblinks).
Wann Argenti begann, seine theologischen Werke zu verfassen, ist ungewiss, aber sie scheinen in seine späteren Jahre zu fallen (im Alter von etwa 60 Jahren). Sein erstes Buch war 1740 Die falsche Unfehlbarkeit des Papstes betreffend, das ins Arabische übersetzt wurde und durch die Orthodoxe Presse in Jassy 1846 gedruckt wurde. Das griechische Original blieb unveröffentlicht.
Zu dieser Zeit hatte sich Argenti bereits einen Namen als Polemiker gegen verschiedene papistische Glaubenssätze gemacht. 1741 erhielt er einen Brief vom Patriarchen von Alexandria, Kosmas III. (im Amt 1737‒1746), der ihn aufforderte, für den „wahren christlichen Glauben“ einzutreten. Kurz nach dem Amtsantritt des nächsten Patriarchen von Alexandria Matthäus (im Amt 1746‒1766), ein Freund Argentis, befand sich Argenti mit seinem Sohn Joannis in Alexandria. Der Zweck seines Aufenthalts war die Lösung mehrerer ernster kirchlicher Themata, denen der Patriarch von Alexandria gegenüberstand, wie die Propaganda des Gesandten des Papstes zur Einführung ungesäuerten Brotes in der Liturgie der Orthodoxen Kirche. Patriarch Matthäus forderte Argenti auf, eine Polemik zur Streitfrage des ungesäuerten Brotes zu schreiben. Argentis Schrift Die Abhandlung gegen das ungesäuerte Brot kam in die Hände des Silvester von Antiochia, der sie ins Arabische übersetzte. Das griechische Original wurde später von Freunden Argentis publiziert und erschien 1760, als der Verfasser schon tot war.
Zu dieser Zeit schrieb Argenti ein weiteres Werk gegen die Lateiner, über die römisch-Katholische Doktrin des Fegefeuers: Kurze Abhandlung gegen das Fegefeuer der Papisten, die bis 1939 unveröffentlicht blieb.
1751 verließ Argenti Ägypten und kehrte nach Chios zurück. Er hatte vom Tod seines älteren Bruders Johannes (Klostername Jakob, † 1746) erfahren, der sich nach dem Tod seiner Frau als Mönch ins Kloster Moundon (Ιερά Μονί του Αγίου Ιωάννου του Προδρόμου η Μονί Μουνδών) zurückgezogen hatte und dort in dem Metochi des Heiligen Georg von Zartoulida lebte. Eustratios Argenti trat 1752 die Nachfolge seines verstorbenen Bruders an. Bereits nach einem Jahr 1753 verließ er das Kloster wieder und lebte vermutlich in Chios-Stadt bis zu seinem Tod um 1757. Rechnerisch müsste Argenti im Alter von 70 Jahren verstorben sein; sein exaktes Todesdatum ist unbekannt. Dem Krankenhaus von Chios hinterließ er seine reichhaltige Bibliothek, deren Bestände aber 1822 im Massaker von Chios verloren gingen.

## Themata seiner Schriften
Neben seinen beiden Berufen als Arzt und Theologe beherrschte Eustratios Argenti mehrere Sprachen und hatte eine ausgezeichnete enzyklopädische Bildung. Er wurde von griechischen Zeitgenossen als einer der hervorragendsten Gelehrten seiner Epoche betrachtet. Ware bezeichnet ihn als „the most eminent [Greek] theologian of the eighteenth century“. Seine Schriften beschränken sich allerdings auf ein bestimmtes Gebiet: Polemik gegen die römisch-Katholische Kirche.

### Die Taufkontroverse
In dem Handbuch über die Taufe vertritt Argenti den Standpunkt, dass nur die Ganzkörpertaufe (Immersion) der ursprünglichen christlichen Lehre und Praxis entspreche. Dagegen würden die beiden anderen Varianten der Affusion oder Infusion, wobei nur der Vorderkopf benetzt wird, und die dritte Variante der Aspersion, wo Wasser nur auf den Vorderkopf gespritzt wird, seien von der christlichen Tradition nicht unterstützt, sondern Innovationen. Die Praxis der Immersion durch die orthodoxe Kirche sei die einzige Form der Taufe. Konsequenterweise müssten (westliche) Konvertiten nach dem orthodoxen Ritus getauft werden.

### Die Frage des Abendmahls
Die Aufforderung der Westkirche an die Ostkirche, ungesäuertes Brot in ihrer Liturgie einzuführen, wird durch Argenti in seiner Die Abhandlung gegen das ungesäuerte Brot ebenfalls abgelehnt, da diese Praxis nicht der urchristlichen entspreche. Die Praxis der Westkirche sei eine Neuerung, die von den Schriften der Kirchenväter und der ursprünglichen Praxis abweiche.

### Das Fegefeuer
Die Existenz eines Fegefeuers, wie es von der römisch-Katholischen Kirche behauptet wird, wird von Argenti in Frage gestellt. In seiner Kurze[n] Abhandlung gegen das Fegefeuer der Papisten führt Argenti aus, dass in den Heiligen Schriften lediglich zwischen Hölle und Paradies unterschieden werde, nicht aber eine „Zwischenstufe“ eingeschoben werde, wo die Seelen gereinigt würden.

## Familie
Bald nach seiner Rückkehr nach Chios um 1720 heiratete Argenti, aber von seiner Ehefrau Leonou (Λεωνου) ist wenig bekannt. Er hatte zwei Söhne Joannis (1720‒1786) und Neophytos (1723‒1788). Der Sohn Joannis heiratete 1743 Loula (Λούλα), mit welcher er fünf Söhne hatte, von denen der zweitgeborene Eustratios Argenti der Jüngere (1767‒1798), der Mitkämpfer von Rigas Velestinlis war.

## Werke

### Gedruckt
I. Handbuch über die Taufe:
- (a) Erste Auflage: Εγχειρίδιον περί βαπτίσματος (…). Konstantinopel, ohne Jahr.
- (b) Zweite Auflage: Άνθος της ευσεβείας (…). Leipzig: bei Johannes Gottlob Emmanuel Breitkopf, 1757.

II. Abhandlung gegen ungesäuertes Brot:
- (a) Erste Auflage: Σύνταγμα κατα Αζύμον εις τρία διαιρεθεν τμήματα. (…). Leipzig: bei Johannes Gottlob Emmanuel Breitkopf, ohne Jahr.
- (b) Zweite Auflage: Nauplia, 1845.

III. Der Brief aus Ägypten, April 1751:
- Κατάστασις τις τςν ’Αλεχανδρέων εκκληίσιας εν τω ιή αιωνι, in K. A. Uspenski, The Patriarchate of Alexandria, Bd. 1, Sankt Petersburg, 1898, S. 340‒347. Wieder abgedruckt in P. P. Argenti, ’Ιστορία του Χιακου οίκου Αργέντη. Athen, 1922, S. 307‒314.

IV. Kurze Abhandlung gegen das Fegefeuer der Papisten:
- Συνταγμάτιον κατα του Παπιστικου καθαρτηρίου πυρός, herausgegeben mit einer Einleitung von M. Constantinides, Athen, 1939.

### Manuskripte
- Argenti hinterließ mindestens zwei Manuskripte, die ihm zugeordnet werden können; bei anderen ist die Autorschaft unsicher[8].

## Abbildungen
Porträts von Eustratios Argenti sind nicht überliefert.